# Transphotographiques
 (septembre 2024).
Les Transphotographiques est un festival photographique organisé par la Maison de la Photographie de Lille (Nord).

## Historique
Présidé de 2005 à 2011 par Bertrand de Talhouët, et actuellement par Jean Luc Monterosso, ce festival est dirigé par Olivier Spillebout et organisé avec différents partenaires, institutionnels et privés.
Il présente chaque année une trentaine d’expositions dans la métropole lilloise sur une durée d’un mois, de mi-mai à mi-juin.

## Artistes invités

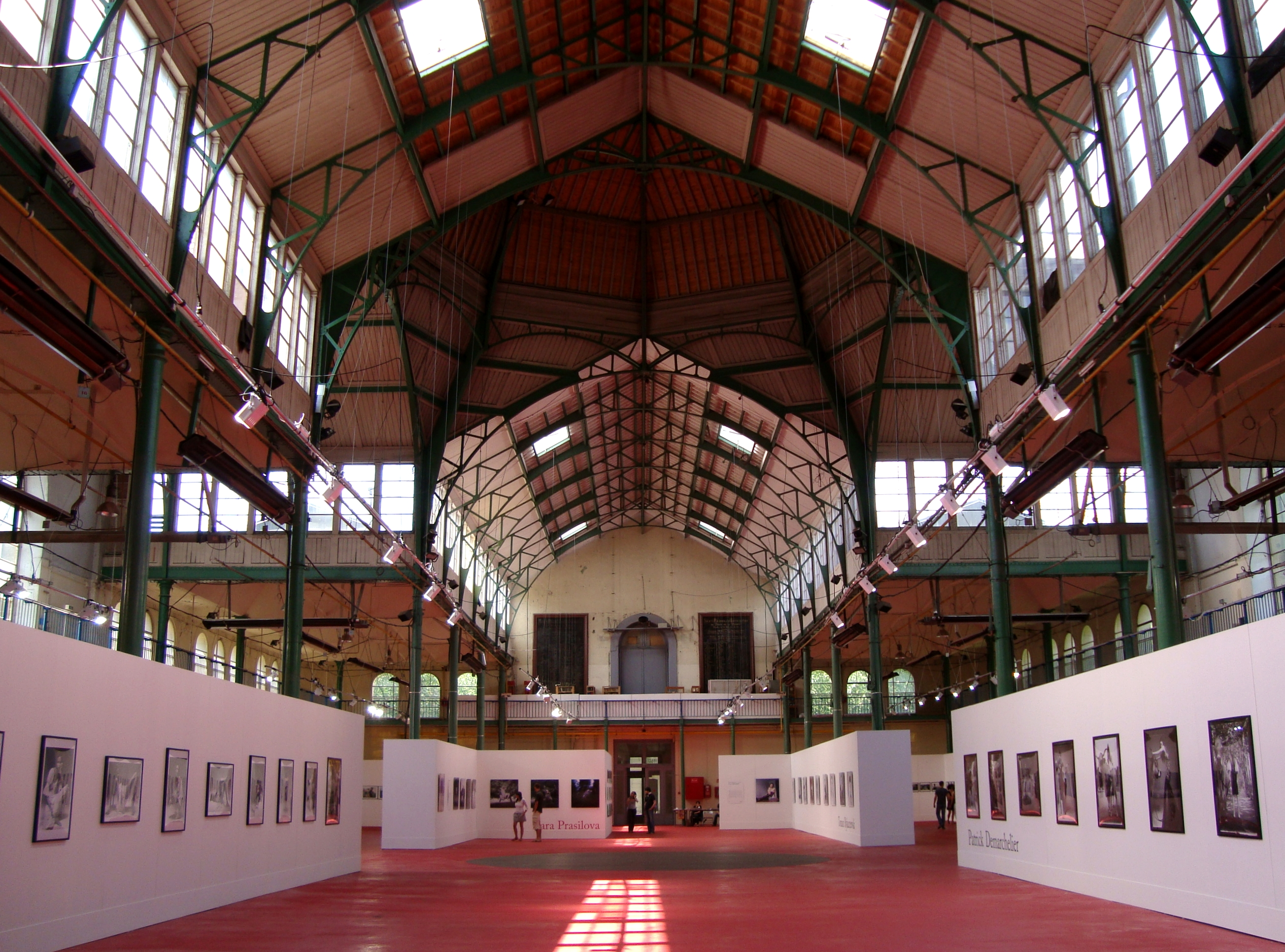
L’une des expositions de l’édition 2009 au Palais Rameau

- 2001 : Willy Ronis, Cesare Di Liborio
- 2002 : Sabine Weiss
- 2003[1] : Peter Lindbergh, François Marie Bannier, Vasco Ascolini
- 2004[2] : Bettina Rheims, Sebastiao Salgado, Orlan, George Rousse, Jan Saudek, Cindy Sherman
- 2005[3] : Paolo Roversi, Raymond Depardon
- 2006 : festival annulé
- 2007 : Léo Mirkine[4], Denis Rouvre, Patrick Swirk, Lucien Clergue
- 2008[5] : Karl Lagerfeld[6],[7], David Seidner, Eugenio Recuenco, Tereza Vlckova, Peter Knapp, Charles Freger
- 2009[8]: Patrick Demarchelier, Jessica Backaus, Bara Prasilova, Dita Pepe, Stanley Green
- 2010 : Joan Fontcuberta, Jackie Nickerson, Miguel Chevalier, Sophie Deballe,
- 2011[9] : Gabriel Basilico, Claude Mollard, Jean Philippe Charbonnier, John Bulmer, Jean Marquis, Jean Pasquero
- 2014[10] : FTL, Paris Berlin
- 2016 : Capa in Color (ICP New York)[11], Jean Pierre Laffont, Jeffrey Wollin, Cédric Dubus, Antoine Bruy, Charles Delcourt, Jérémy Lenoir
- 2018  : Etienne Daho
- 2019  : Ai Weiwei
- 2020 : festival annulé en raison de la pandémie de Covid-19

## Lieux d’expositions
Tri Postal - Palais Rameau - Maisons Folies - Maison de la Photographie - Vieille Bourse - Palais Rihour - Hôtel de ville de Lille - Basilique-cathédrale Notre-Dame-de-la-Treille de Lille - Église Saint-Maurice de Lille